# Лук Брајан
Томас Лутер „Лук” Брајан (енгл. Thomas Luther "Luke" Bryan; Лзбург, 17. јул 1976) амерички је кантри кантаутор. Један је од најпродаванијих музичара на свету, који је продао преко 75 милиона примерака албума. Од 2018. је члан жирија певачког такмичења American Idol.

## Биографија
Рођен је 17. јула 1976. у Лзбургу. Родитељи су били власници фарме кикирикија. Са 19 година се преселио у Нешвил, а нешто пре тога му је брат погинуо у саобраћајној несрећи. Мајка му је тешко поднела смрт брата и његов одлазак у други град.
У децембру 2006. оженио је Керолајн Бојер с којом има два сина. Живе у близини Нешвила, на фарми која је добила име по Луковој сестри Кели која је преминула из непознатих разлога. Након што је Келин супруг такође преминуо, Лук и његова супруга су преузели бригу о њиховој деци. Учествовао је у разним добротворним акцијама.

## Дискографија
Студијски албуми
- (2007)
- (2009)
- (2011)
- (2013)
- (2015)
- (2017)
- (2020)
- (2024)